# Pisila černá
Pisila černá (Himantopus novaezelandiae) je kriticky ohrožený druh dlouhokřídlého ptáka, jenž se řadí do čeledi tenkozobcovití (Recurvirostridae) a rodu Himantopus. Nevytváří žádné poddruhy, jedná se tedy o monotypický taxon. Příbuzný je s pisilou čáponohou (Himantopus himantopus), kříží se s pisilou bělohlavou (Himantopus leucocephalus).

## Výskyt
Druh je endemit Nového Zélandu, hnízdí pouze v oblasti Waitaki na Jižním ostrově, odhadovaný rozsah výskytu činí 3 300 km2. Obývá a k hnízdění využívá místa, kde vodní tok divočí, ale také mokřady, tůně, jezerních delty a bažiny. Důležitá je přítomnost štěrkových břehů, které sem přinášejí proudy řek z hor. Některé pisily tráví zimu v níže položených oblastech; jedná se o částečně tažné ptáky.
Historicky byl tento druh rozšířen i na Severním ostrově, zde již ale vyhynul.

## Popis a chování
Pisila černá je pták štíhlého těla a dosahuje velikosti mezi 37 až 40 cm, přičemž váží 195 až 220 g. Má dlouhé končetiny červeného zbarvení. Dlouhý je rovněž zobák jemného vzezření, ten má ale barvu černou. Peří má černou barvu, křídla a záda se navíc mohou zeleně lesknout. Mladí ptáci se od dospělců odlišují bílým peřím na hlavě, hrudi a krku. Dospělého zbarvení dosáhnou v osmnácti měsících věku. Hybridy s pisilou bělohlavou mohou mít různé zbarvení a od pisil černých je odlišuje tmavší barva společně s kratšíma nohama a delším zobákem.
Pisily černé se ozývají hlasitým vysokým voláním, jejich zvuk zní jako jek, jek, jek. Žerou drobné ryby, ale hlavní část potravy tvoří hmyz, konzumují i jiné bezobratlé. Potravu pisily vybírají z bahna svým zobákem. Tento monogamní druh, který si hlídá území před jinými pisilami, tvoří páry, které spolu zůstávají až do smrti jednoho z partnerů. Vrchol období páření, kdy si druh staví hnízdo, připadá na říjen, ale rozmnožování nastává už od srpna a končí v lednu. Snůška činí čtyři vejce, na jejichž vysezení spolupracují oba rodiče a spolu krmí následně i vylíhnutá mláďata. Pohlavní dospělosti je dosaženo mezi druhým a třetím rokem života.

## Ohrožení
Pisila černá patří mezi nejohroženější ptačí druhy, podle Mezinárodního svazu ochrany přírody je kriticky ohrožena. Řeky, které ptákům přinášejí potřebný štěrk k hnízdění, lidé přehradili, což vedlo ke snížení vhodných hnízdišť. Nebezpečí představuje i další ztráta přirozeného prostředí, například kvůli přetváření krajiny na zemědělské oblasti, některá hnízda zničí turisté. Největší hrozbu v současnosti představují introdukované (nepůvodní) druhy savců (kočky domácí, fretky, hranostajové či potkani), které mohou žrát ptákům vejce a zabíjet dospělce. Poslední problém představuje hybridizace s pisilou bělohlavou. Naopak se nezdá, že by druh postihla v důsledku rapidních úbytků populací významná inbreedingová deprese.
Během 20. století populace rapidně poklesly. Ve 40. letech 20. století, kdy populace čítala asi 500–1 000 ptáků, druh přestal hnízdit na Severním ostrově. Do roku 1981 pak populace pisil černých poklesla na 23 jedinců, mezi lety 1999 a 2000 hnízdily ve volné přírodě pouhé čtyři páry. Díky rychlému záchrannému programu, probíhajícímu od 80. let, a následnému vypouštění desítek ptáků do volné přírody se velikost populace v roce 2017 dostala na 106 ptáků a má vzrůstající tendenci. Oblast, kde se pisila černá vyskytuje, byla vyhlášena chráněnou rezervací, ze které byly vybity nepůvodní druhy savců. Ve volné přírodě jsou párům odebírána vejce (a následně odchována v zajetí), díky čemuž samice položí další snůšku. Probíhá rovněž kontrola hybridizace a obnova přirozeného prostředí. Navržena jsou rovněž další ochranná opatření.